# Negrești (gmina Bâra)
Negrești – wieś w Rumunii, w okręgu Neamț, w gminie Bâra. W 2011 roku liczyła 169 mieszkańców.